# Andreas Martin
Pour les articles homonymes, voir Martin (nom de famille).
Ne doit pas être confondu avec Andrea Martin (actrice).
Andreas Martin, de son vrai nom Andreas Martin Krause, né le 23 décembre 1952 à Berlin, est un chanteur et compositeur allemand.

## Biographie
Andreas Martin fait des études de musique. En 1975, il présente Wolfgang Petry, alors inconnu, aux producteurs Tony Hendrik et Karin Hartmann-Eisenblätter. En tant que chanteur, Martin se fait connaître avec le titre Amore Mio qui atteint la 25e place des ventes en 1982. Son plus grand succès est Du bist alles (Maria, Maria), composé par Drafi Deutscher, sorti en 1987. En 1987 encore, il participe à l'ensemble vocal Wir für Euch qui sort l'album Insel der Liebe.
En 1989, il participe au concours de sélection pour représenter l'Allemagne au Concours Eurovision de la chanson. Avec Herz an Herz, il est quatrième sur dix participants.
Martin compose des chansons pour d'autres artistes du schlager comme Juliane Werding, Astrid Breck, Wolfgang Petry, Nino de Angelo ou Roger Whittaker. En 1993, il fait connaître Brunner & Brunner en étant l'auteur-compositeur de leurs premières chansons.
En 1991 et 1992, il forme avec Drafi Deutscher le duo New Mixed Emotions.
En 1994, il participe au Deutsche Schlager-Festspiele avec So lieb ich dich et finit troisième.
En 2006, il revient avec Einmal zu oft dans les meilleures ventes de singles où il n'apparaissait plus depuis 1995. Il revient dans ce classement en 2008 avec Ich fang Dir den Mond mit einem goldenen Lasso ein, composé par Jürgen Dönges.

## Discographie
Albums
- 1982 : Andreas Martin
- 1984 : Was man Liebe nennt
- 1987 : Du bist alles
- 1988 : Nur bei Dir
- 1990 : Ein Teil von mir
- 1991 : Side By Side (New Mixed Emotions)
- 1992 : Verbotene Träume
- 1994 : Herz oder gar nichts
- 1995 : Alles Gute, in Liebe
- 1997 : Mit Dir und für immer
- 1998 : Allein wegen dir
- 2001 : C'est la vie
- 2002 : Das Beste
- 2003 : Niemals zu alt
- 2005 : Wir leben nur einmal
- 2006 : Gib niemals deine Träume auf
- 2007 : 100 Prozent Sehnsucht
- 2008 : Mondsüchtig
- 2009 : Aufgemischt
- 2010 : Lichtstrahl
- 2012 : Kein Problem
- 2014 : Für Dich

## Source de la traduction
- (en) Cet article est partiellement ou en totalité issu de l’article de Wikipédia en anglais intitulé « Andreas Martin » (voir la liste des auteurs).